# Nederzwalm-Hermelgem
Nederzwalm-Hermelgem ou Nederzwalin-Hermelghemest une section de la commune belge de Zwalin située en Région flamande dans la province de Flandre-Orientale. C'était une commune à part entière née de la fusion de Nederzwalm et Hermelgem en 1849 jusqu'à la fusion des communes de 1977.

## Démographie

### Évolution démographique
- Sources : INS, Rem. : 1831 jusqu'en 1970 = recensements, 1976 = nombre d'habitants au 31 décembre[3].